# Козьнево-Велике
Козьнево-Велике (пол. Koźniewo Wielkie) — село в Польщі, у гміні Сонськ Цехановського повіту Мазовецького воєводства.
Населення — 292 особи (2011).
У 1975-1998 роках село належало до Цехановського воєводства.

## Демографія
Демографічна структура станом на 31 березня 2011 року:
|          | Загалом | Допрацездатний вік | Працездатний вік | Постпрацездатний вік |
| -------- | ------- | ------------------ | ---------------- | -------------------- |
| Чоловіки | 164     | 44                 | 103              | 17                   |
| Жінки    | 128     | 25                 | 64               | 39                   |
| Разом    | 292     | 69                 | 167              | 56                   |